# Gimba
Eugénio Lopes (Lisboa, 1959), mais conhecido por Gimba, é um músico, autor e produtor português.
Gravou discos e produziu trabalhos de vários artistas, num leque eclético: José Cid, Mário Laginha, Tim, Vicente da Câmara, Maria de Vasconcelos, entre outros - tendo também participado em registos discográficos de Dino Meira, André Sardet, Ena Pá 2000, Quinta do Bill, Mário Mata e outros. 

## Carreira
Começou a compor e a escrever canções aos 9 anos, e aos 18 tornou-se profissional. Esteve na origem - foi o "padrinho" que inventou o nome - dos Xutos & Pontapés , foi membro fundador dos Afonsinhos do Condado e tocou e gravou com Os Irmãos Catita, a solo, e ainda integrou vários agrupamentos efémeros como Vodka Laranja, Os Cavacos, Gimba & os Bandidos ou Os Fulminantes. 
Em 1990 participou com duas canções no Festival RTP da Canção - "Terceiro Milénio" de Kika e "Jujú e a sua Banda", com os Afonsinhos do Condado. Voltaria ao Festival em 2008, sendo produtor convidado, trazendo a canção "Magicantasticamente", pelo trio Blà Bla Blá, falhando o pódio por uma unha negra.
Lançou a solo, em 1997, o álbum "Funky Punky Trunky" antecedido pelo single "Executivo improdutivo" apresentado no ano anterior. Deu a cara e fez a música para vários programas de televisão como "O Programa da Maria", "Paraíso Filmes", "O Cabaret Da Coxa", "Estado de Graça", "Domingo Especial" e, mais recentemente, "DDT - Donos Disto Tudo"..
Os G.I.M.B.A. - Grupo Independente de Música Bué Altamente anunciaram o lançamento do C.D. "Isto não é um C.D.". Depois o Artista Anteriormente Designado por Gimba integrou, no verão de 2003 como Relações Públicas, o 2º Salão Erótico de Lisboa, onde vendeu todos os 20 exemplares únicos do seu CD "Pornogal, que mais tarde iria ficar disponível no site (entretanto encerrado) www.estudio54.com.
Com Gimba & os Bandidos apresentou uma carga musical bombástica, constituída por uma salada de explosivos que iam desde a balada de amor até ao rock de barba dura, passando pelo funk, pelo reggae, etc. Perseguidos pela polícia, os "Bandidos" desapareceram do mapa em 2015.
O programa radiofónico "Prova Oral" da Antena 3 comemorou onze anos, em 2012, com o lançamento de um DVD, um CD e um livro. O CD reúne os jingles criados por Gimba para o referido programa.
Entre 2012 e 2015 foi o director musical do projecto "Radio Royale", onde se destacou o trio feminino "As Royalettes", de cujo reportório é autor e produtor. 
Venceu várias edições do concurso Grande Marcha de Lisboa (2005, 2013 e 2015).
Em 2016, com o seu velho amigo Jorge Galvão, ressuscitou o duo Tiroliro e Vladimir, que na primeira metade dos anos 80 fez furor na cena noturna lisboeta, e que mais tarde viria dar origem ao trio "Os Afonsinhos do Condado". A convite do "Clube Royale", conhecido farol das noites alfacinhas, Tiroliro e Vladimir retomaram atividade, e têm vindo a atuar um pouco por toda a parte, planeando lançar em 2021 um disco com o seu reportório incógnito da época "pré Afonsina". Esse CD "histórico" (pois reune reportório anterior a "Chico Fininho" e ao chamado "boom do rock português") contém pérolas como "A Sereia Mais Rica", "Domingo em Bicicleta" ou "A Americana".
Em 2018 lança o seu segundo álbum a solo, "Ponto G", que viria a ficar conhecido por conter o hino "Vá Lá!", cujo vídeo se propagou pelo ciberespaço, muito graças às molduras da banda desenhada da autoria de Nuno Markl, e à participação de doze ilustres convidados, a saber: António Zambujo, José Cid, Ana Bacalhau, Tim, JP Simões, Márcia, Samuel Úria, Manuel João Vieira, Mário Mata, Rita Red Shoes, Marisa Liz e Camané. O autor tem vindo a fazer atuações de cariz acústico para pequenas plateias, longe do bulício comercial dos grandes festivais.
Dedica-se às suas oficinas de escrita para canções, desde 2005 (regular e ininterruptamente desde 2007), tendo já levado estas atividades a todo o continente e ilhas. A convite de Miguel Cadete - subdiretor do "Expresso" e diretor da revista BLITZ - Publicou os seu conteúdos em vídeo, com estrondosa aceitação por parte de músicos e não músicos. Com o advento do COVID 19, a formação "Oficina do Gimba" passou a ser exclusivamente on line, mas nem por isso deixou de ser procurada, pois os ex-participantes tecem-lhe rasgados elogios na página www.gimba.pt.

### Televisão
- "Pop Off"
- "O Programa da Maria"
- "Paraíso Filmes"
- "O Cabaret da Coxa"
- "Estado de Graça"
- "Domingo Especial"
- "DDT - Donos Disto Tudo"

### Composição de bandas sonoras
Assinou bandas sonoras de programas humorísticos:
- “O Programa da Maria”
- “Paraíso Filmes”;
- “O Homem que Mordeu o Cão”

Assinou bandas sonoras para Cinema:
- “O Crime do Padre Amaro”
- "Um Passeio de Barco"

Assinou bandas sonoras para Teatro:
- "Dois Reis e Um Sono"
- "O Segredo do Rio"
- "À Procura do Fim"

### Rádio
Na rádio criou a roupagem musical de “Há Vida em Markl” (programa de Nuno Markl) e os badalados jingles da “Prova Oral”, de Fernando Alvim, tendo também feito canções para publicidade e curtas-metragens institucionais.

## Discografia
Solo
- "Funky Punky Trunky"  (CD, Polygram, 1997)
- "Pornogal" (CD, edição de apenas 20 exemplares, 2003)
- "Ponto G" (CD, edição apoiada pelo fundo cultural da SPA, 2018) [4]

Afonsinhos do Condado
- O Navio / A Salsa das Amoreiras / Ao Luar (Maxi single 1987)
- "Açúcar" (L.P. 1988)
- "Ska da Ilha / Hoje é o dia" (Single1988)
- "No Parque Mayer" (Mini L.P. 1989)
- "Os Afonsinhos do Condado" II (CD 1990)
- "Leva-me Contigo" (CD 2004)

Outros
- "És Muita Linda" (1993) - Ena Pá 2000
- "Very Sentimental" (1993) - Irmãos Catita
- "No Trilho do Sol" (1994) - Quinta Do Bill
- "Mundo Catita" (1999) - Irmãos Catita
- "Sinais do Tempo" (2012) - Mário Mata
- "Regresso" (2017) - Mário Mata

## Prémios
- Vencedor do concurso Grande Marcha de Lisboa de 2005, com a canção “A marcha mais alegre da Avenida” [5]
- Vencedor do concurso Grande Marcha de Lisboa de 2013, com a canção “Lisboa tem uma festa que é só sua” [6]
- Vencedor do concurso Grande Marcha de Lisboa de 2015, com a canção “Santo António Canta a História” [7]